# Каструм

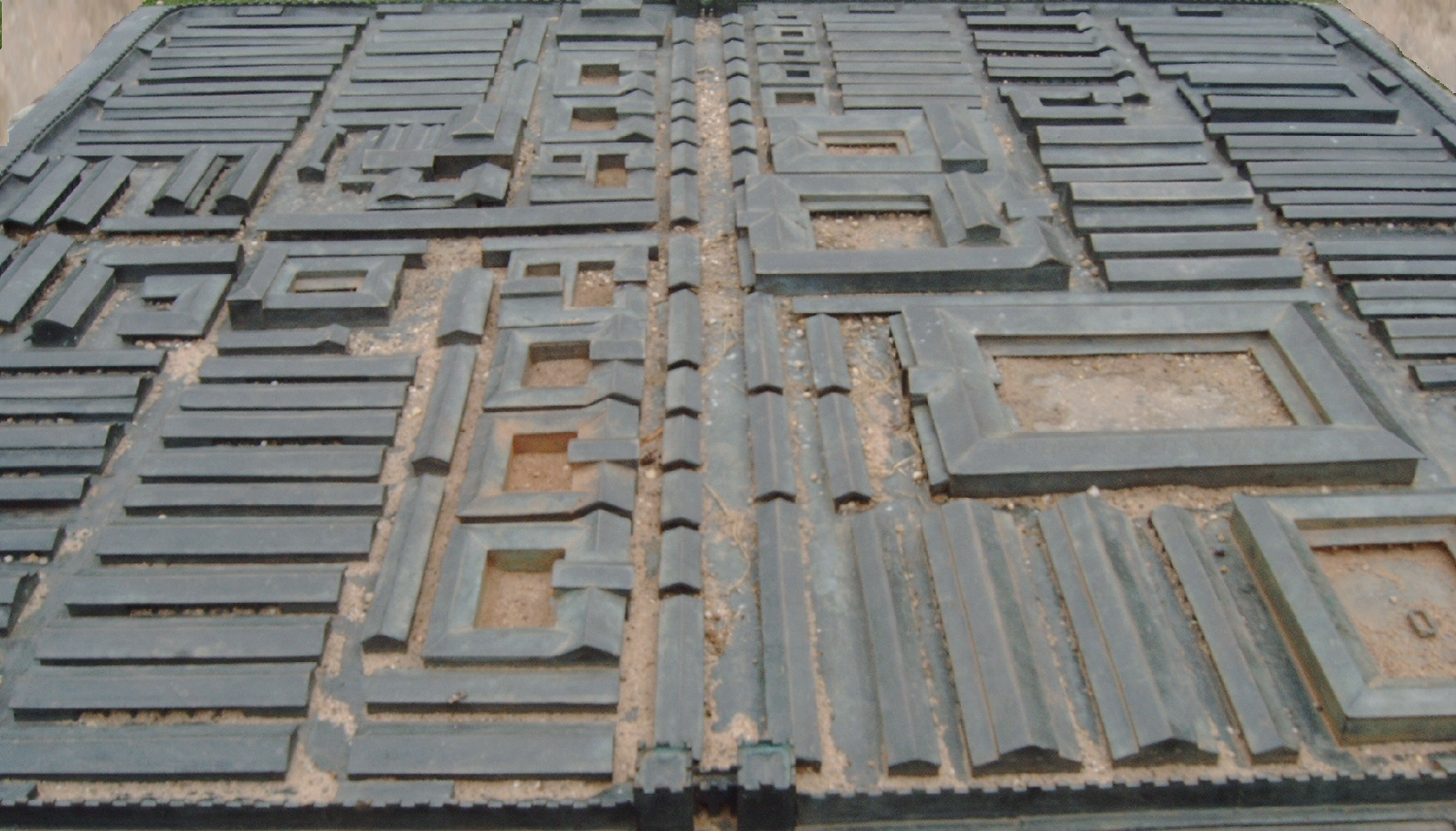
Модель каструму в Бонні

Ка́струм (лат. castrum, множина — castra) або касте́лум (castellum, множина — castella) — військове поселення чи табір, був важливим елементом римської військової справи.
Каструм служив вихідним пунктом для проведення військових операцій, битв. Постійні гарнізони, які перебували в каструмі, у силу своїх господарських потреб сприяли також економічній структуризації регіону а також і його романизації. Завдяки каструмам Римська імперія змогла утвердитися не тільки на берегах Середземного моря, а й підкорити ряд внутрішніх регіонів Європи (Галлію, Дакію, Мезію, Іберію, Паннонію), залучивши їх населення до римської системи цінностей. Численні сучасні міста походять від військових поселень римського війська.

## Конструкція
Для табору обирали місце на південному сухому схилі горба. Поблизу мали знаходитися вода та пасовище для обозної худоби та коней, паливо. Сам табір являв собою квадрат (пізніше — прямокутник) у плані. Довжина прямокутника була на третину більша за ширину. Центр каструму носив назву Принципія (лат. Principia, досл. «Начала») — через те, що там розташовувалася ставка військового начальства. З нього й починалося будування табору. У самому центрі, на місці, яке звалося преторій (praetorium) розташовувався намет (будинок) претора — командувача війська. Поруч знаходився форум (forum) — квадратна площа зі стороною 50 м. Там ставили жертовники, трибуну для промов, тут проходили суди та збори війська. Праворуч, на місці, яке звалося квесторій (quaestorium), був намет (будинок) квестора (інтенданта), ліворуч — легатів (командирів легіонів). Також тут стояли намети трибунів.
Табір перетинали дві поперечні дороги, місце перехрещування яких лежало перед Принципією. Головна Вулиця (Via Principalis) мала ширину 25 м, вона йшла з півночі на південь і закінчувалася Правими Головними (Porta Principalis Dextra) та Лівими Головними (Porta Principalis Sinistra) Воротами. Які з них знаходилися на півночі, які на півдні, зараз точно не відоме. Перпендикулярно Головній йшла Преторійська Вулиця (Via Praetoria) шириною 12 м, яка закінчувалася двома воротами. На заході або сході розташовувалися головні ворота табору — Преторійські Ворота (Porta Praetoria). На протилежному кінці Преторійської вулиці знаходилися Декуманські Ворота (Porta Decumana). Оскільки через них проводилося постачання війська, вони також звалися Квесторськими (Porta Quaestoria). Ділянка Преторійської Вулиці від цих воріт до Головної Вулиці також звалася Декуманською Вулицею (Via Decumana, пор. Декуманус).
Каструм оточували частокіл зі ровом. Величина табору відповідала типу завдань, які стояли перед гарнізоном.

План каструму; верхня частина повернута до ворога. 1 — Принципія, 2 — Преторійська вулиця, 3 — Головна Вулиця, 4 — Праві Головні Ворота, 5 — Преторійські Ворота, 6 — Ліві Головні Ворота, 7 — Декуманські (Квесторські) Ворота

## Міста, що виросли з римських військових таборів
- Відень — столиця Австрії. Заснований як римський каструм Віндобона (Vindobona).
- Кельн у Німеччині. Заснований як поселення Oppidum Ubiorum, надалі звався Colonia Claudia Ara Agrippinensium, від місцевої адаптації першого слова якої й походить його сучасне ім'я.
- Бонн — місто в Німеччині, колишня столиця ФРН. Заснований як військовий табір Бонна (Bonna).
- Майнц — місто у Німеччині. Заснований як військовий табір Mogontiacum.
- Англійські міста Честер (заснований як каструм Deva Victrix), Манчестер (заснований як каструм Мамукіум або Манкуніум (Mamucium, Mancunium). Інші англійські міста, назви яких закінчуються на «-кастер», «-честер», також пов'язані з давньоримськими військовими таборами (давньоанглійські слова caster, cester, chester походять від castrum).